# Ctenota halophila
Ctenota halophila är en tvåvingeart som beskrevs av Pavel Lehr 1964. Ctenota halophila ingår i släktet Ctenota och familjen rovflugor. Inga underarter finns listade i Catalogue of Life.